# Banki w Gdańsku
Banki w Gdańsku – fenomen rozwoju gospodarczego Gdańska w minionych wiekach opierał się na nieustannie rozwijanej wymianie towarowej z zagranicą, a głównie eksporcie polskich płodów rolnych. Potrzeba jego finansowania była motorem rozwoju usług finansowych. Na bazie domów kupieckich zaczęły powstawać wyspecjalizowane instytucje finansowe – domy bankowe i banki wszystkich rodzajów. Z biegiem lat Gdańsk zaczął pełnić rolę jednego z najbardziej liberalnych rynków finansowych w Europie, np. w 1922 w Gdańsku funkcjonowało prawie 350 różnego rodzaju placówek finansowych, firm zajmujących się bankowością i transakcjami walutowymi, w tym kilkadziesiąt banków. Okres prosperity zaczął się kończyć z chwilą wprowadzenia guldena gdańskiego (1923–1924), wybuchu kryzysu światowego (1928-1932); następnie okresami progowymi były – dewaluacja guldena (1935), wprowadzenie w życie nazistowskiej polityki unicestwiania Żydów i wybuch II wojny światowej (1939). Ostatecznie finał nastąpił w 1945.
W Gdańsku funkcjonowała branżowa organizacja samorządowa - Zrzeszenie Banków i Bankierów Gdańskich (Vereinigung Danziger Banken u. Bankiers) (1938).

## Bankierzy w 1831
- Normann
- Goldschmidt
- Meyer

## banki emisyjne
- Königliche Bank (1814-1879)
- Reichsbank (1879-1923)
- Bank von Danzig (1924-1939)
- ponownie Reichsbank (1939–1945)
- Danziger Privat-Actien-Bank (1856-)
- Staatsbank der Freien Stadt Danzig (1933-1936)

## banki miejscowe
- Danziger Bankverein
- Danziger Creditanstalt
- Richard Damme

## banki niemieckie
- Deutsche Bank
- Dresdner Bank
- Danziger Bank für Handel und Gewerbe
- Commerzbank

## banki depozytowe, oszczędnościowe i oszczędnościowo-pożyczkowe
- Danziger Hypothekenbank
- Danziger Hypotheken-Verein i. L.
- Danziger Sparkassen-Actien-Verein
- Spar- und Darlehenskasse des Danziger Beamtenvereins
- Sparkasse der Hansestadt Danzig

## banki o kapitale żydowskim
- Boris Sokolower Bankgeschäft
- Gebrüder Berghold
- Meyer & Gelhorn
- Baum & Liepmann
- Danziger Transport-Bankgeschaft
- Jewish Public Bank
- Jüdische Leihkasse zu Danzig
- Bankhaus E Heimann & Co, Breslau
- Bankhaus Jarislowsky & Co, Berlin

## banki o kapitale polsko-żydowskim
- Bank dla Handlu Zagranicznego (Warszawa)
- Bank Konrad Sztykgold
- B. Gus Gusowski et Co
- Bernstein et Co
- J. Siemiatycki
- Józef Brill et Co
- Schwandt et Co
- Wohl & Cie

## banki branżowe
- Bank für Handelskredit[1]
- Danziger Verkehrsbank
- Danziger Viehmarktsbank
- Kreditbank in Danzig
- Textilbank

## banki zagraniczne
- American Bank
- Banque Franco-Polonaise
- The British and Polish Trade Bank
- Danzig-Estnische Bank- und Handels[2]
- Danzig-Praha-Wien Bank
- Danzig-Tschecho-Slowakische Bank
- Moskauer Internationale Handelsbank/Unionbank
- Public State Bank of Chicago
- Schwedisch-Danziger Bank[3]
- Ukrainisch-Danziger Bank

## banki polskie
- Bank dla Handlu i Przemysłu (Warszawa)
- Bank Bydgoski
- Bank Dyskontowy (Bydgoszcz)
- Bank Handlowy (Warszawa)
- Bank Kwilecki i Potocki i S-ka (Poznań)
- Bank Naftowy (Lwów)
- Bank Przemysłowców (Poznań)
- Bank Rolniczo-Handlowy (Poznań)
- Bank Stowarzyszenia Mechaników Polskich i S-ka (Warszawa)
- Bank Pomorski/Bank Warszawsko-Gdański
- Bank Związku Spółek Zarobkowych (Poznań)
- Polski Bank Emigracyjny (Warszawa)
- Bank Handlowy/Bank Kupiectwa Polskiego/Polski Bank Handlowy (Poznań)
- Polski Bank Komisowy (Poznań)
- Polski Bank Przemysłowy (Lwów)
- Warszawski Bank Stołeczny
- Warszawski Bank Zjednoczony
- Ziemski Bank Kredytowy (Lwów)

## banki o kapitale polsko-gdańskim
- Danziger Handels-und Industriebank
- Baltische Kommissions-Bank
- Bank Ludowy w Gdańsku
- Bank Ludowy w Sopocie

## bankiDanziger...
Można też odnotować kilkadziesiąt banków, które nazwą nawiązywały do miejsca działalności, np. nazywały się Danziger... (gdańskie), lecz które spełniły swoją rolę jedynie epizodycznie, np.  

- Danzig City-Handelsbank
- Danzig-Warschauer Verkechrbank
- Danziger Allgemaine Bank u. Handelhaus
- Danziger Alllgemeine Verkehrs-bank
- Danziger Bank für auswärtiges Handel
- Danziger Bank u. Handels-Ges.
- Danziger Commerz-Bank
- Danziger Commerz- und Depositenbank
- Danziger Escompte Bank
- Danziger Girobank
- Danziger Hausbesitzer-Bank
- Danziger Hausbesitzer- u. Gewerbebank
- Danziger Incasso
- Danziger Kaufmannsbank
- Danziger Kommissionsbank
- Danziger Kredit- und Güterbank
- Danziger Lombard- und Finanzbank[4]
- Danziger Mittelstandsbank
- Danziger Sparerschutz- Genossensch.
- Danziger Unionbank
- Danziger Wechselbank
- Danziger Zentralkasse[5]

## banki pozostałe
- Ernst Poschmann (1885-1902)
- R. Reutener (1902)

Po 1945 nastąpiła inna rzeczywistość polityczno-gospodarcza, m.in. minimalizmu i centralizmu struktur bankowych. Pewnym nawiązaniem do przebytej świetności, był wzrost liczby placówek bankowych dokonany po zmianach ustrojowych w 1990.